# Summer in Transylvania
Summer in Transylvania ist eine britische Sitcom, die vom 25. Oktober 2010 bis zum 15. Juni 2011 auf dem Jugendsender Nickelodeon ausgestrahlt wurde. Sie ist die erste eigenproduzierte Sitcom des britischen Ablegers von Nickelodeon seit Genie in the House.

## Handlung
Summer Farley zieht mit ihrem Vater Mike und Bruder Jake nach Transsylvanien, da Mike dort einen neuen Job bekommen hat. Doch schnell merkt Summer, dass sich unter den Schülern der Stoker High Zombies, Werwölfe, Vampire, Mumien und weitere übernatürliche Gestalten befinden. Als ganz normales Mädchen muss sich Summer ganz schön behaupten, aber sie bekommt Unterstützung von ihren Freunden Zombie Heidi und Werwolf Bobby.

## Ausstrahlung
Die Erstausstrahlung der ersten zehn Episoden der Serie war vom 25. Oktober bis zum 3. Dezember 2010 auf dem britischen Jugendsender Nickelodeon UK & Ireland zu sehen. Die restlichen zehn Episoden wurden dort vom 4. März bis zum 15. Juni 2011 ausgestrahlt. Nickelodeon Deutschland zeigt die Serie seit dem 9. Januar 2012.

## Synchronisation
Die deutsche Synchronfassung entstand bei der Lavendelfilm GmbH in Potsdam, unter der Dialogregie von Sebastian Schulz. Das Dialogbuch wurde von Julius Jellinek erstellt.
| Rolle           | Deutscher Sprecher |
| --------------- | ------------------ |
| Summer Farley   | Shalin Rogall      |
| Heidi           | Maria Koschny      |
| Bobby           | Filipe Pirl        |
| Dr. Mike Farley | Peter Flechtner    |
| Jake Farley     | Lukas Schust       |
| Rolf            | Nico Sablik        |
| Serena          | Jill Böttcher      |
| Dr. Tempest     | Viktor Neumann     |
| Max             | Dirk Stollberg     |

## Episodenliste
| Nr. (ges.) | Nr. (St.) | Deutscher Titel                        | Originaltitel                       | Erstausstrahlung UK | Deutschsprachige Erstausstrahlung (D) |
| ---------- | --------- | -------------------------------------- | ----------------------------------- | ------------------- | ------------------------------------- |
| 1          | 1         | Mach’s noch mal, Summer – Teil 1       | The Time That Summer Forgot (1)     | 25. Okt. 2010       | 9. Jan. 2012                          |
| 2          | 2         | Mach’s noch mal, Summer – Teil 2       | The Time That Summer Forgot (2)     | 25. Okt. 2010       | 10. Jan. 2012                         |
| 3          | 3         | Werwolf Summer                         | I Was A Teenage Weregirl            | 26. Okt. 2010       | 11. Jan. 2012                         |
| 4          | 4         | Innere Werte                           | The Date With Two Faces             | 27. Okt. 2010       | 12. Jan. 2012                         |
| 5          | 5         | Die Liebe beißt zurück                 | Attack Of The Psycho Dates          | 28. Okt. 2010       | 13. Jan. 2012                         |
| 6          | 6         | In Bann gezogen                        | Banned                              | 5. Nov. 2010        | —                                     |
| 7          | 7         | Der Kuss des Wolfsjungen               | Kiss of the Wolf Boy                | 12. Nov. 2010       | 17. Jan. 2012                         |
| 8          | 8         | Summers große Party                    | Day Of The Prickly Waitress         | 19. Nov. 2010       | 18. Jan. 2012                         |
| 9          | 9         | Gehirntausch                           | It Lived In A Brain Jar             | 26. Nov. 2010       | 19. Jan. 2012                         |
| 10         | 10        | Slam-Jitsu oder: Wie man Jungs verhaut | Invasion of the Boyfriend Snatchers | 3. Dez. 2010        | 16. Jan. 2012                         |
| 11         | 11        | Mein böser Zwilling                    | I Had An Evil Twin                  | 4. März 2011        | 20. Jan. 2012                         |
| 12         | 12        | Der Fluch der Mumie                    | The Mummy’s Curse                   | 11. März 2011       | 23. Jan. 2012                         |
| 13         | 13        | —                                      | The Bug                             | 18. März 2011       | 24. Jan. 2012                         |
| 14         | 14        | —                                      | Beware The Triangle                 | 25. März 2011       | 25. Jan. 2012                         |
| 15         | 15        | Summers Date zu zweit                  | Double Date Of Doom                 | 31. März 2011       | 27. Jan. 2012                         |
| 16         | 16        | —                                      | The Vanishing Brain                 | 7. Mai 2011         | —                                     |
| 17         | 17        | —                                      | Dawn of the Matchmaker              | 14. Mai 2011        | —                                     |
| 18         | 18        | Tanz der Vampire                       | Dance Of The Vampires               | 7. Juni 2011        | 26. Jan. 2012                         |
| 19         | 19        | —                                      | I Dated a Teenage Vampire           | 10. Juni 2011       | —                                     |
| 20         | 20        | —                                      | Night of the Missing Goat Knuckles  | 15. Juni 2011       | —                                     |